# TVP Rzeszów
TVP Rzeszów ist die regionale Niederlassung der Telewizja Polska für die Woiwodschaft Karpatenvorland, die an alle Programme der TVP regionale Beiträge liefert. Sie hat ihren Sitz in Rzeszów in der ul. Kopisto 6.

## FensterprogrammTVP3 Rzeszów
TVP3 Rzeszów ist das regionale Fensterprogramm, das auf TVP3 ausgestrahlt wird. Bis zum 31. August 2013 wurden die Regionalfenster der 16 regionalen Sender auf TVP Info ausgestrahlt. Seit dem 1. September werden diese 18 Stunden lang auf dem Sender TVP3 ausgestrahlt.
Über aktuelle Ereignisse in der Region berichtet die Hauptnachrichtensendung Aktualności (dt. Nachrichten).

Logo bis zum 31. August 2013
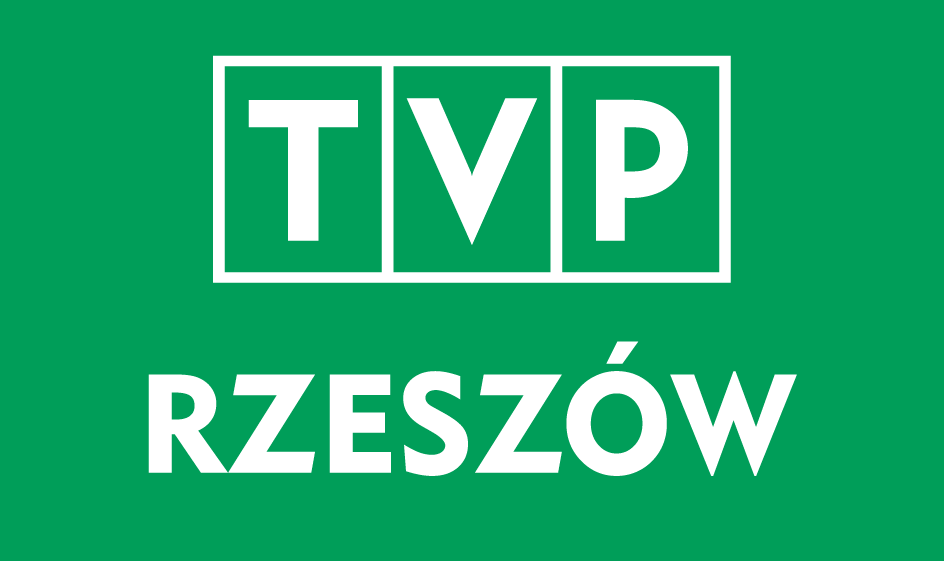
Logo bis 2016

## Weblink
- Offizielle Seite (polnisch)